# Tour of Black Sea
Il Tour of Black Sea (it. Giro del Mar Nero) è una corsa a tappe maschile di ciclismo su strada che si disputa in Turchia ogni anno a maggio. Dal 2015 è inserito nel calendario dell'UCI Europe Tour come evento di classe 2.2.

## Albo d'oro
Aggiornato all'edizione 2015.
| Anno | Vincitore         | Secondo     | Terzo           |
| ---- | ----------------- | ----------- | --------------- |
| 2015 | Tomasz Marczyński | Onur Balkan | Muhammed Atalay |

### Vittorie per nazione
| Pos. | Nazione | Vittorie |
| ---- | ------- | -------- |
| 1    | Polonia | 1        |